# یودوان، شیانگشیانگ
یودوان، شیانگشیانگ (به لاتین: Yuduan) یک شهرک در جمهوری خلق چین است که در Xiangxiang واقع شده‌است. یودوان ۸۸ کیلومتر مربع مساحت و ۳۹٬۸۶۰ نفر جمعیت دارد.